# HOT

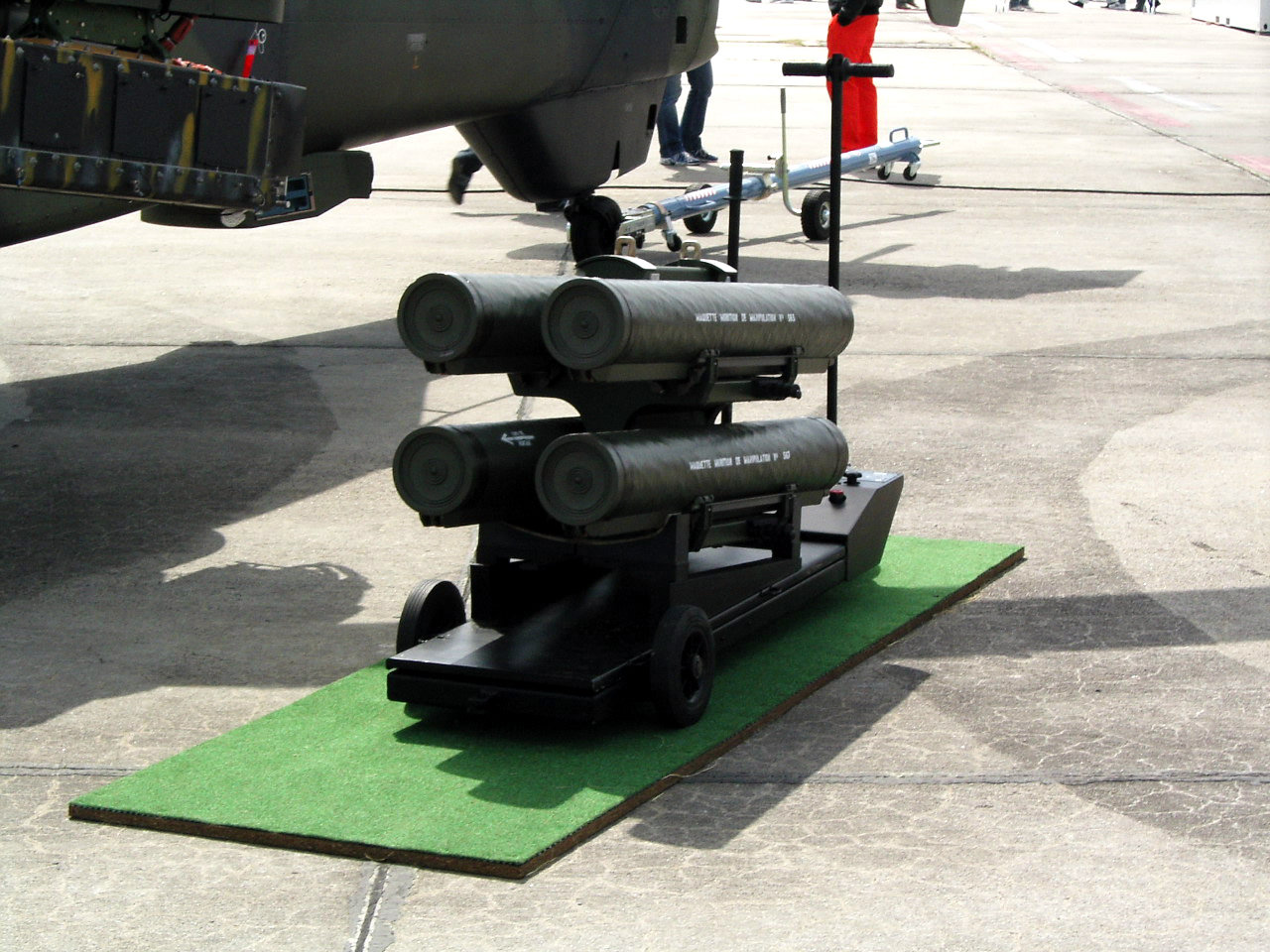
HOT3 jako výzbroj bitevních vrtulníků

HOT nebo Euromissile HOT (HOT = Haut subsonique Optiquement téléguidé tiré d'un Tube) je protitanková řízená střela druhé generace s poloautomatickým povelovým systémem dálkového navedení po záměrné cíle (systém SACLOS) a přenosem řídících signálů po vodiči.
Vývoj probíhal ve francouzsko-německém konsorciu Euromissile a vyráběna je od konce sedmdesátých let 20. století. Tato těžká protitanková střela je především určena k umístění na vozidlech nebo bojových vrtulnících, ačkoliv existuje i verze odpalovaná z podstavce. Hmotnostní kategorií zhruba odpovídá americké BGM-71 TOW, německý Bundeswehr ji používá jako výzbroj raketových stíhačů tanků Jagdpanzer Jaguar 1 nebo vrtulníků Eurocopter Tiger. Střela HOT může ohrozit tanky protivníka z větší vzdálenosti, než je jejich maximální účinný dostřel. Poslední verze HOT-3 je vybavena tandemovou kumulativní hlavicí proti tankům s dynamickou ochranou.
PTŘS HOT je ve výzbroji okolo 15 zemí světa, například Francie, Německa, Rakouska a dalších. Irák používal HOT na vozidlech a vrtulnících během irácko-íránské války, v menší míře ve válce v Perském zálivu. Syrské ozbrojené síly v osmdesátých letech v Libanonu jejím prostřednictvím zničily řadu izraelských tanků.[zdroj⁠?!]

## Technická data
- Délka střely: 1275 mm
- Průměr těla střely: 136 mm
- Hmotnost střely: 24 kg

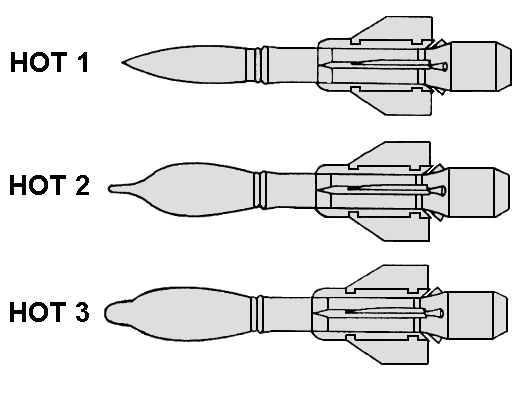
PTŘS HOT

- Délka odpalovacího zařízení: 1300 mm
- Hmotnost odpalovacího zařízení: 23,5 kg
- Účinný dostřel: minimální 75 m, maximální 4000 m
- Typ bojové hlavice: HEAT, tandemová kumulativní
- Průbojnost pancéřování: cca 1300 mm